# Gus Arnheim

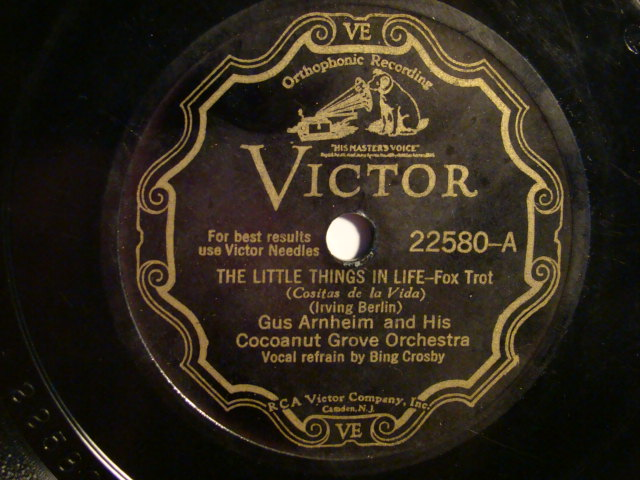
Een 78 toerenplaat van Gus Arnheim, "The Little Things in Life", met Bing Crosby als zanger

Gus Arnheim (Philadelphia, 4 september 1897 - Los Angeles, 19 januari 1955) was een Amerikaanse bandleider, pianist en componist die populair was in de jaren twintig en dertig. Hij was medecomponist van de standard "I Cried For You" en speelde een rol in de vroege jaren van Bing Crosby.
Arnheim groeide op in Chicago. Hij begeleidde vaudeville-artieste Sophie Tucker en speelde in 1919 in Sunset Inn in Santa Monica met twee later beroemd geworden bandleiders, Abe Lyman (drums) en Henry Halstead (viool). Zelf speelde Gus Arnheim piano. Op een gegeven moment zette Lyman een dansorkest op, waarvan Arnheim de pianist werd. In 1923 schreven Lyman, Arnheim en Arthur Freed de hit "I Cried For You", een nummer dat in de loop der jaren door talloze pop- en jazzmusici is opgenomen. Rond 1927 verliet Arnheim de band van Lyman om zelf een groep te beginnen, waarmee hij onder meer toerde in Europa.
Tot 1931 had hij met het orkest een vaste speelstek in de beroemde nachtclub Coconut Grove in Ambassador Hotel in Los Angeles. In die periode werden twee korte films gemaakt. In 1930 werd het orkest uitgebreid met het zangtrio 'The Rhythm Boys', bestaande uit Bing Crosby, Harry Barris en Al Rinker, een broer van Mildred Bailey. Met dit trio nam Arnheim en zijn band slechts één song op, "Them There Eyes", maar met Bing Crosby maakte het orkest veel succesvolle platen voor Victor Records. Deze hits en de radio-uitzendingen van Arnheim vormden het begin van Crosby's populariteit als crooner. 
Niet alleen Crosby werkte in de jaren dertig bij Arnheim. Andere zangers en musici in zijn orkest waren onder meer Fred MacMurray, zanger Russ Columbo, Jimmy Grier, Woody Herman en Stan Kenton. Eddie Cantor en Joan Crawford namen in 1931 één song met Arnheim op. 
In die jaren speelde Arnheim in enkele films: in 1929 trad hij met zijn orkest op in "Half Marriage" en in 1931 speelde hij zichzelf in "Flying High. "In 1932 speelde Arnheim de rol van orkestleider in de gangsterfilm "Scarface"
Na de Tweede Wereldoorlog doekte Arnheim de band op en ging zich concentreren op het schrijven muziek voor de filmstudio's.

## Discografie
- In Hollywood, Renovation
- Echos From Coconut Grove, Take Two

- Bibsys: 4042400
- Biblioteca Nacional de España: XX1461017
- Bibliothèque nationale de France: cb13940951b (data)
- CiNii: DA15929878
- Gemeinsame Normdatei: 1074116305
- International Standard Name Identifier: 0000 0000 7357 3732
- Library of Congress Control Number: n92110811
- MusicBrainz: c24c5333-1e31-4971-b786-ed56a0d6c7fc
- Bibliotheek van het Japanse parlement: 001174231
- Nationale bibliotheek van Australië: 35690417
- Nationale Bibliotheek van Israël: 987007325768005171
- Nationale Bibliotheek van Polen: a0000003235365
- Nationale en Universitaire bibliotheek Zagreb: 000649124
- Réseau des bibliothèques de Suisse occidentale: 02-A022761368
- SNAC: w6d872g2
- Système universitaire de documentation: 156479664
- Trove: 1044097
- Virtual International Authority File: 24791656
- WorldCat: E39PBJgCHTvQhHM6vtVCHMg3Qq